# Chepra Cove
Die Chepra Cove (englisch; bulgarisch залив Чепра saliw Tschepra; im Vereinigten Königreich Demel Cove) ist eine 1,7 km breite und 2,3 km lange Bucht an der Loubet-Küste des Grahamlands auf der Antarktischen Halbinsel. Auf der Westseite der Pernik-Halbinsel liegt sie als Nebenbucht des Lallemand-Fjords südlich des Holdfast Point.
Die bulgarische Kommission für Antarktische Geographische Namen benannte sie 2015 nach der Tscheprahöhle im Südosten Bulgariens. Das UK Antarctic Place-Names Committee benannte sie dagegen nach dem deutschen Kapitän Uli Demel (* 1944), ab 1989 Schiffsführer bei Antarktiskreuzfahrten.